# 吉法酯
吉法酯（英語：Gefarnate，或译为合欢香叶酯）是一种用于治疗胃及十二指肠潰瘍的药物，也可用于治疗乾眼症。